# Čchü Jou
Čchü Jou (čínsky pchin-jinem Qú Yòu, znaky 瞿佑, 1341–1427) byl čínský spisovatel působící v říši Ming. Jeho povídková sbírka Ťien-teng sin-chua (Nová vyprávění u zapálené lampy) získala velkou popularitu v Číně i okolních státech a povýšila povídku s nadpřirozenými prvky v umělecký žánr.

## Jména
Čchü Jou používal zdvořilostní jméno Cung-ťi (čínsky pchin-jinem Zōngjí, znaky 宗吉) a literární pseudonym Cchun-čaj (čínsky pchin-jinem Cúnzhāi, znaky zjednodušené 存斋, tradiční 存齋).

## Život
Pocházel z Čchien-tchangu (dnes v Chang-čou), narodil se roku 1341. Básnickým talentem se proslavil už v dětství, třináctiletého ho básník Jang Wej-čen vychvaloval jako „seslaného Nebesy“. Vyučoval ve státní škole v Lin-anu (臨安), později byl vedoucím sekretariátu (長史) Ču Sua, knížete z Čou a mladšího bratra mingského císaře Jung-le. Roku 1408 císař potrestal Ču Suovy úředníky za chyby jejich pána a mezi jinými uvěznil i Čchü Joua, odsouzeného k nuceným pracím. Propuštěn byl až po smrti Jung-leho, roku 1425. Poté působil jako učitel, nakrátko zastával i úřední funkci.
Mistrně ovládal klasickou čínštinu a byl mimořádně plodným spisovatelem, napsal přes dvacet knih různých žánrů, poezii, eseje, kritiky, biografie i beletrii. Jeho nejvýznamnější dílem je povídková sbírka Ťien-teng sin-chua (剪燈新話, Nová vyprávění u zapálené lampy), dokončená roku 1378. Kniha obsahuje dvacet povídek ve čtyřech oddílech a dodatečný oddíl. Formou povídky vycházely z tchangských „rozmanitých příběhů“ čchuan-čchi, některé z povídek zobrazují život a touhy lidí z městského prostředí, a mohly je ovlivnit i příběhy chua-pen v hovorovém jazyce. V zápletkách využíval tradiční folklórní motivy, příběhy jsou vesměs zasazeny do soudobého prostředí neklidných válečných posledních let říše Jüan. Tématem většiny povídek sbírky je romantická láska hlavních hrdinů, často mezi mužem a ženským duchem. Zřejmě pod vlivem básní Jang Wej-čena se Čchü Jou k lásce a sexu staví dosti liberálně. Příběhy jsou vyprávěny klasickým jazykem, prostým a snadno srozumitelným, i když se autor nezříká ani paralelismu a citací známých básní.
Sbírka zprvu kolovala v opisech a – pravděpodobně z obavy z perzekuce kvůli politickému podtextu některých příběhů – vyšla až kolem roku 1400. Rychle získala velkou popularitu a povýšila povídku s nadpřirozenými prvky v umělecký žánr. Podle Čchü Jouova vzoru spisovatel Li Čen napsal Pokračování nových příběhů od zapálené lampy, které si také získaly oblibu. Od roku 1442 obě knihy úřady říše Ming oficiálně zakázaly, kvůli odvádění myslí čtenářů od konfuciánských ctností. Zákaz byl zrušen kolem roku 1466. To už sbírka získala mimořádnou popularitu i v Japonsku, Koreji a Vietnamu, kde definovala žánr povídky, a přetiskovala se bez ohledu na zákaz v Číně, v níž se její popularita udržela nejméně další století.
Nová vyprávění u zapálené lampy ovlivnila pozdější autory, koncem 16. století se k nim titulem své sbírky Mi-teng jin-chua přihlásil Šao Ťing-čan a ještě koncem 17. století ovlivnila Pchu Sung-linga. Inspiraci i přímo zápletky od Čchü Joua přebírali i pozdně mingští autoři beletrie v hovorovém jazyce Feng Meng-lung a Ling Meng-čchu.